# Classe Duke (vaisseau de ligne)
Pour les autres classes de navires du même nom, voir Classe Duke.
La classe Duke est une classe de vaisseau de ligne de 2e rang armés de 98 canons, conçue pour la Royal Navy par Sir John Williams.

## Les unités de la classe
| classe Neptune | classe Neptune               | classe Neptune  | classe Neptune  | classe Neptune   | classe Neptune |
| Nom            | chantier naval               | commande        | Lancement       | fin              | Tableau        |
| -------------- | ---------------------------- | --------------- | --------------- | ---------------- | -------------- |
| HMS Duke (en)  | Plymouth Dockyard            | 18 juin 1771    | 18 octobre 1777 | détruit en 1843  |                |
| HMS Glory (en) | Plymouth Dockyard            | 16 juillet 1774 | 5 juillet 1788  | détruit en 1825  |                |
| HMS St George  | chantier naval de Portsmouth | 16 juillet 1774 | 14 octobre 1785 | naufragé en 1811 |                |
| HMS Atlas (en) | chantier naval de Chatham    | 5 août 1777     | 13 février 1782 | détruit en 1821  |                |